# Phragmatobia arlanzona
Phragmatobia arlanzona là một loài bướm đêm thuộc phân họ Arctiinae, họ Erebidae.